# Julie Crooks
Pour les articles homonymes, voir Crooks.
 (mars 2021).
La mise en forme du texte ne suit pas les recommandations de Wikipédia : il faut le « wikifier ».
Les points d'amélioration suivants sont les cas les plus fréquents :
- Les titres sont pré-formatés par le logiciel. Ils ne sont ni en capitales, ni en gras.
- Le texte ne doit pas être écrit en capitales (les noms de famille non plus), ni en gras, ni en italique, ni en « petit »…
- Le gras n'est utilisé que pour surligner le titre de l'article dans l'introduction, une seule fois.
- L'italique est rarement utilisé : mots en langue étrangère, titres d'œuvres, noms de bateaux, etc.
- Les citations ne sont pas en italique mais en corps de texte normal. Elles sont entourées par des guillemets français : « et ».
- Les listes à puces sont à éviter, des paragraphes rédigés étant largement préférés. Les tableaux sont à réserver à la présentation de données structurées (résultats, etc.).
- Les appels de note de bas de page (petits chiffres en exposant, introduits par l'outil «  Source ») sont à placer entre la fin de phrase et le point final[comme ça].
- Les liens internes (vers d'autres articles de Wikipédia) sont à choisir avec parcimonie. Créez des liens vers des articles approfondissant le sujet. Les termes génériques sans rapport avec le sujet sont à éviter, ainsi que les répétitions de liens vers un même terme.
- Les liens externes sont à placer uniquement dans une section « Liens externes », à la fin de l'article. Ces liens sont à choisir avec parcimonie suivant les règles définies. Si un lien sert de source à l'article, son insertion dans le texte est à faire par les notes de bas de page.
- La présentation des références doit suivre les conventions bibliographiques. Il est recommandé d'utiliser les modèles {{Ouvrage}}, {{Chapitre}}, {{Article}}, {{Lien web}} et/ou {{Bibliographie}}. Le mode d'édition visuel peut mettre en forme automatiquement les références.
- Insérer une infobox (cadre d'informations à droite) n'est pas obligatoire pour parachever la mise en page.

Pour une aide détaillée, merci de consulter Aide:Wikification.
Si vous pensez que ces points ont été résolus, vous pouvez retirer ce bandeau et améliorer la mise en forme d'un autre article.
Julie Crooks est une commissaire d'exposition, chercheuse et professeure canadienne. Elle dirige le département des arts de l'Afrique mondiale et de la diaspora au Musée des beaux-arts de l'Ontario (AGO) depuis sa fondation en 2020. 

## Biographie
Crooks est née en Angleterre et elle est la sœur de l'athlète Charmaine Crooks. Elle a émigré au Canada avec sa famille en 1968, où elle a fréquenté l'école St. Joseph's College. Elle a obtenu un diplôme de premier cycle en études interdisciplinaires et une maîtrise en littérature anglaise à l'Université York. Crooks a terminé son doctorat à l'Université SOAS de Londres en 2014. Après avoir terminé ses études, elle a été boursière postdoctorale Rebanks au Musée royal de l'Ontario de 2014 à 2016.  Pendant ce temps, elle a co-organisé l'exposition Here We Are Here: Black Canadian Contemporary Art, la commissaire de la collection africaine Silvia Forni et la chercheuse d'origine haïtienne Dominique Fontaine.

## Carrière
Crooks a rejoint le Musée des beaux-arts de l'Ontario (AGO) en tant que commissaire adjointe de la photographie en 2017.  Elle a organisé sa première exposition Free Black North la même année. Présentant des photographies des Archives publiques de l'Ontario et des archives et collections spéciales de l'Université Brock, l'exposition portait sur la vie de descendants de réfugiés noirs et de personnes asservies auparavant des États-Unis vivant dans le sud de l'Ontario du milieu à la fin des années 1800. En 2018, Crooks a travaillé avec Mickalene Thomas sur une exposition personnelle du travail de l'artiste visuel. En tant que commissaire de la photographie, elle a joué un rôle essentiel dans l'acquisition de la collection Montgomery composée de plus de 3 500 images historiques documentant la vie dans les îles des Caraïbes,,.
En 2020, l'AGO a nommé Crooks chef du nouveau département des arts de l'Afrique mondiale et de la diaspora visant à développer des collections du continent africain et de la diaspora,.